# قائمة الأفلام المصرية سنة 1939
هذه قائمة بالأفلام المصرية لسنة 1939 مرتبة أبجديا

## 1939
| الأسم           | إخراج          | تأليف                     | تمثيل                                  | النوع          | ملاحظات                                    |
| --------------- | -------------- | ------------------------- | -------------------------------------- | -------------- | ------------------------------------------ |
| الدكتور         | نيازي مصطفى    |                           | سليمان نجيب، أمينة رزق                 |                |                                            |
| العزيمة         | كمال سليم      | كمال سليم، بديع خيري      | حسين صدقي، فاطمة رشدي، أنور وجدي       | دراما، رومانسي | ضمن أفضل 100 فيلم في تاريخ السينما المصرية |
| أجنحة الصحراء   | أحمد سالم      | أحمد سالم                 | أحمد سالم، راقية إبراهيم               |                |                                            |
| بياعة التفاح    | حسين فوزي      |                           | عزيزة أمير، محمود ذو الفقار، أنور وجدي |                |                                            |
| خلف الحبايب     | فؤاد الجزايرلي | فؤاد الجزايرلي، بديع خيري | فوزي الجزايرلي، إحسان الجزايرلي        |                |                                            |
| زليخة تحب عاشور | أحمد جلال      | أحمد جلال                 | آسيا داغر، ماري كويني، أحمد جلال       | كوميدي         |                                            |
| في ليلة ممطرة   | توجو مزراحي    | يوسف وهبي                 | يوسف وهبي، ليلى مراد                   |                |                                            |
| قيس وليلى       | إبراهيم لاما   | السيد زيادة               | بدر لاما، أمينة رزق                    | دراما، رومانسي |                                            |